# Muzeum Wsi Kieleckiej w Kielcach
Muzeum Wsi Kieleckiej w Kielcach – polskie muzeum etnograficzne z siedzibą w Kielcach. Celem działania muzeum jest  gromadzenie, ochrona i udostępnianie zabytków kultury ludowej z obszaru województwa świętokrzyskiego, ze szczególnym uwzględnieniem budownictwa ludowego oraz popularyzacja kultury ludowej.
Muzeum zostało powołane do życia decyzją wojewody kieleckiego z dn. 21 sierpnia 1976. Samodzielną działalność rozpoczęło 1 stycznia 1977.
Muzeum Wsi Kieleckiej składa się z oddziałów:
- Dworek Laszczyków w Kielcach,
- Park Etnograficzny w Tokarni (gm. Chęciny),
- Zagroda Czernikiewiczów w Bodzentynie,
- Mauzoleum Martyrologii Wsi Polskich w Michniowie (dawniej Pomnik-Mauzoleum).
- obiekt in situ: Wiatrak Kamienny w Szwarszowicach.

Siedziba dyrekcji muzeum mieści się w nowo wybudowanym budynku wystawienniczo-administracyjnym na tyłach zabytkowego Dworku Laszczyków w Kielcach.

## Park Etnograficzny w Tokarni
Głównym obiektem muzeum jest Park Etnograficzny (skansen) w Tokarni koło Chęcin, położony przy drodze krajowej nr 7 z Kielc do Krakowa. Zadaniem skansenu jest zachowanie zabytków budownictwa wiejskiego i małomiasteczkowego Kielecczyzny oraz prezentowanie ich w otoczeniu zbliżonym do pierwotnego i w naturalnych zespołach fragmentów wsi.
Teren parku etnograficznego w 1995 r. został wpisany do rejestru zabytków nieruchomych (nr rej.: A.269 z 17.07.1995).
Park Etnograficzny, w którym znajdują się stałe ekspozycje budownictwa wiejskiego, małomiasteczkowego i dworskiego, usytuowany jest w Tokarni, około 20 kilometrów od Kielc. Skansen, położony w malowniczym zakolu Czarnej Nidy, liczy aż 65 hektarów, z czego 20 hektarów stanowi las. Zróżnicowanie terenu skansenu pozwala prezentować zabytkowe budynki w warunkach zbliżonych do naturalnych.
Założenia merytoryczne i naukowe ekspozycji opracował w 1971 roku etnograf, prof. dr hab. Roman Reinfuss z Pracowni Badania Polskiej Sztuki Ludowej Instytutu Sztuki przy Polskiej Akademii Nauk.
Plan zabudowy Parku Etnograficznego przewiduje gromadzenie i eksponowanie zabytków architektury w kilku zwartych sektorach. Są one reprezentatywne dla etnograficznych subregionów Kielecczyzny, czyli kolejno terenów: Gór Świętokrzyskich, Wyżyny Sandomierskiej, Niecki Nidziańskiej i Wyżyny Krakowsko-Częstochowskiej. Dodatkowo, w skansenie przewidziano stworzenie repliki małomiasteczkowego rynku, nawiązującego do dziewiętnastowiecznego układu urbanistycznego miejscowości takich jak Daleszyce, Chęciny, Wąchock, Łagów czy Suchedniów. Dla odtworzenia pełnego, wiarygodnego historycznie obrazu życia społeczności wsi i miasteczek, w Muzeum prezentuje się również wysokiej klasy zabytki sakralne, a także małą architekturę tego typu: przydrożne krzyże, kapliczki i figury. W skansenie zobaczyć można także wspaniałe przykłady budownictwa dworsko-folwarcznego. Na podstawie badań archiwalnych i terenowych, odtworzono tu również istotne elementy dawnego środowiska przyrodniczego. Zgodnie z naukowymi ustaleniami przy poszczególnych obiektach zaaranżowane są przydomowe ogródki, a także pola uprawne.
W Parku Etnograficznym w Tokarni lokalizacja zagród, domostw mieszkalnych i zabudowań gospodarczych ma odwzorowywać historyczne układy osadnicze spotykane na Kielecczyźnie – na przykład sektor budownictwa wyżynnego prowadzi zwiedzających „ulicówką”, znaną m.in. z terenów Wyżyny Krakowsko-Częstochowskiej. W skansenie znajdują się przykłady budownictwa drewnianego datowane od XVII wieku do pierwszej połowy XX wieku.
W najcenniejszych zabytkach drewnianych przeniesionych do skansenu urządzane są stałe ekspozycje wyposażenia wnętrz, dzięki którym poznać można warunki życia między pierwszą połową XIX wieku do drugą połową XX wieku. Obiekty muzealne wyposażone są w oryginalne sprzęty, meble oraz narzędzia pozyskane w toku etnograficznych badań terenowych. W chałupach można zobaczyć również ekspozycje dotyczące ginących rzemiosł wiejskich – w Tokarni znajdują się m.in. kompletne warsztaty stolarza, kowala, gonciarza, plecionkarza i szewca. Na terenie skansenu podziwiać można również wszystkie spotykane na terenie Kielecczyzny typy wiatraków, a także drewniane młyny wodne budowane na kamiennych podmurówkach.
Wśród najpiękniejszych obiektów należy wymienić: barokowy kościół z Rogowa (1763 r.), modrzewiowy Dwór z Suchedniowa (XIX w.), czy Organistówkę z Bielin z poł. XIX w., w której zaaranżowano wnętrze dawnej apteki. Na szczególną uwagę zasługuje fakt, że muzeum w Tokarni, jako jedyne tego typu w Polsce, może pochwalić się stałą ekspozycją pokazującą w pełni wyposażony gabinet i mieszkanie małomiasteczkowego lekarza z okresu międzywojennego. Wśród ciekawych ekspozycji znalazł się także zakład prowincjonalnego fotografa w chałupie z Wąchocka, rozbudowaną aranżację sklepiku małomiasteczkowego z lat 30. XX w., wnętrze domu z Ćmielowa, czy chałupę z Szydłowa (1705 r.), zamieszkiwaną przez rodzinę żydowskiego krawca. Wśród stałych ekspozycji pojawiły się też realizacje przybliżające turystom rzadko pokazywane w skansenach rytuały związane z pochówkiem i śmiercią: wystawę opowiadającą o ludowych zwyczajach pogrzebowych obejrzeć można w chałupie z Kobylnik w sektorze lessowym.
Walory historyczne oraz wartość edukacyjną Parku Etnograficznego w Tokarni wzbogacają wystawy tematyczne poświęcone kulturze ludowej. Wiele z nich okresowo aranżowanych jest we wnętrzach XVIII-wiecznego Spichlerza Dworskiego ze Złotej Pińczowskiej.
W Zagrodzie z Bukowskiej Woli można podziwiać kilkaset prac znanego twórcy ludowego Jana Bernasiewicza: „Ogród Rzeźb”.
Warto też wspomnieć o istniejącej od 2012 roku w Stodole Dworskiej z Radkowic ekspozycji składającej się z kilkudziesięciu najciekawszych wozów, bryczek, sań i pojazdów konnych, pochodzących ze znanej w całej Polsce prywatnej kolekcji Jana Wzorka.
W ostatnich latach docelowy plan rozbudowy Parku Etnograficznego w Tokarni uległ znacznej modyfikacji. W latach 2010–2013, w ramach pozyskanych funduszy unijnych, wsparcia Ministerstwa Kultury i Dziedzictwa Narodowego (Program Promesa) oraz dzięki funduszom Województwa Świętokrzyskiego, w skansenie pojawiły się 42 zabytkowe obiekty drewniane – w tym wspominane już elementy zabudowy zespołu małomiasteczkowego rynku, XVII-wieczny spichlerz z Rogowa, najstarsza obecnie w Muzeum Chałupa z Szydłowa (1705 r.), czy zachowany w całości wraz z urządzeniami, drewniany młyn wodny ze wsi Piasek. Drugi etap rozbudowy Parku Etnograficznego uwzględnił też rozpoczęcie odkładanej od wielu lat realizacji sektora nadwiślańskiego.
Rozbudowie w ostatnim okresie uległa także infrastruktura Muzeum Wsi Kieleckiej. Dzięki funduszom zewnętrznym powstały dwa obiekty użytkowe zlokalizowane poza właściwym terenem ekspozycyjnym skansenu. W 2013 roku ukończono prace budowlane przy budynku konferencyjno-dydaktycznym, stylizowanym na staropolski zajazd oraz obiekcie wzorowanym na XVIII-wiecznym Dworze z Mirogonowic, w którym znajdą swoje miejsce pracownie, biblioteka i archiwum.
Muzeum Wsi Kieleckiej organizuje w Tokarni wiele plenerowych imprez folklorystycznych, m.in. „Wytopki Ołowiu”, „Święto Chleba” czy „Świętokrzyski Jarmark Agroturystyczny”.

## Galeria

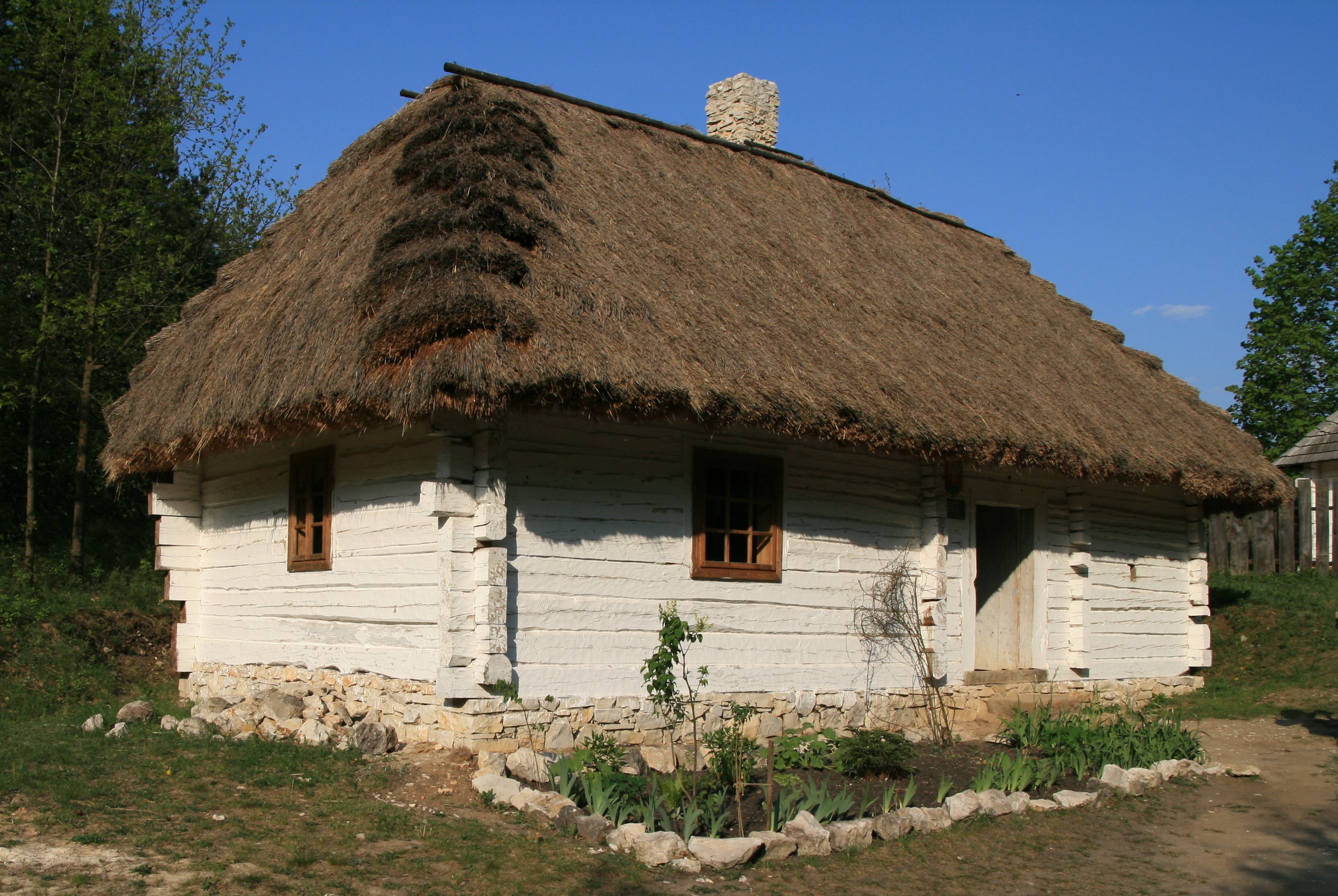
Chałupa w skansenie
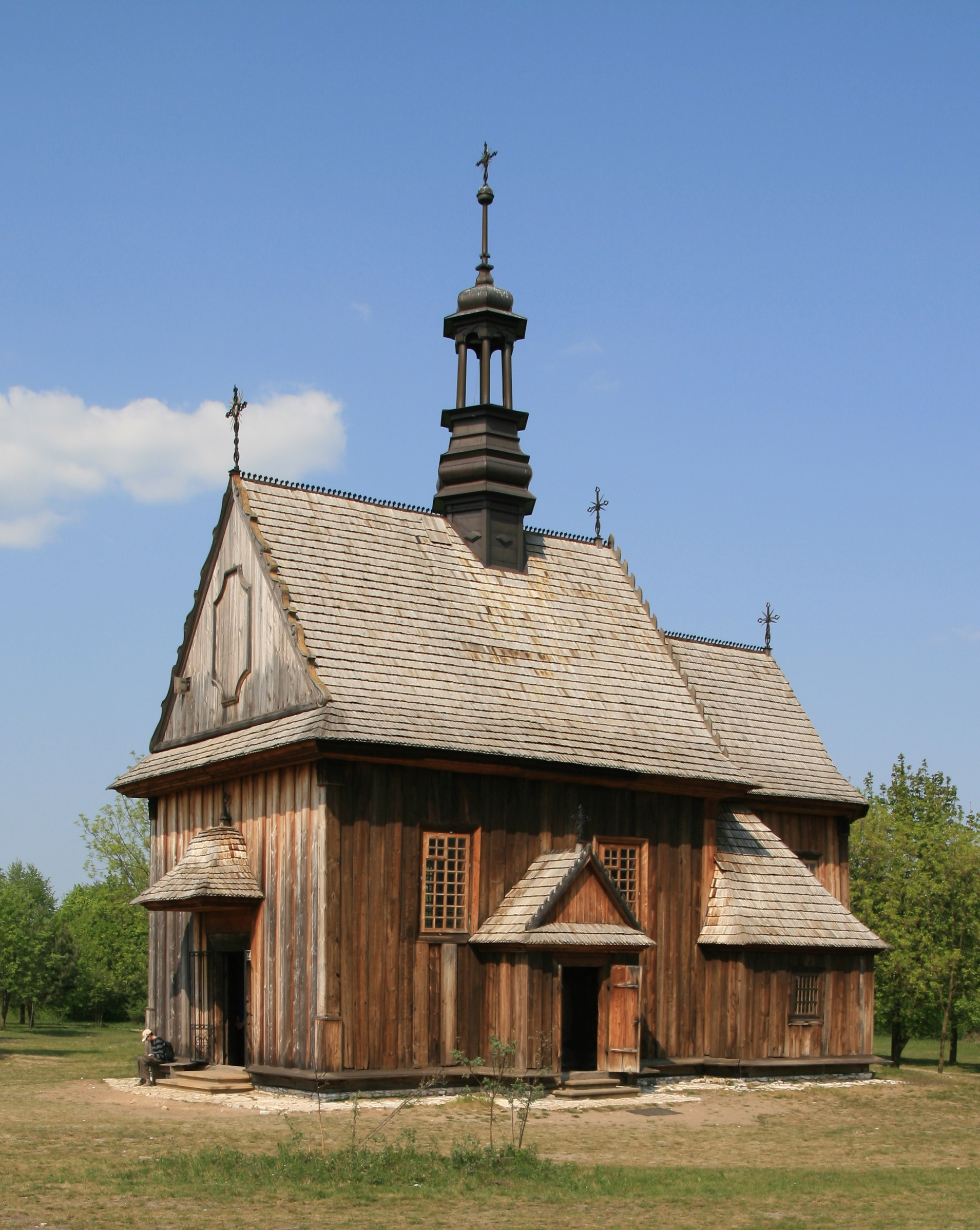
Kościół z Rogowa pw. Matki Bożej Pocieszenia z 1763
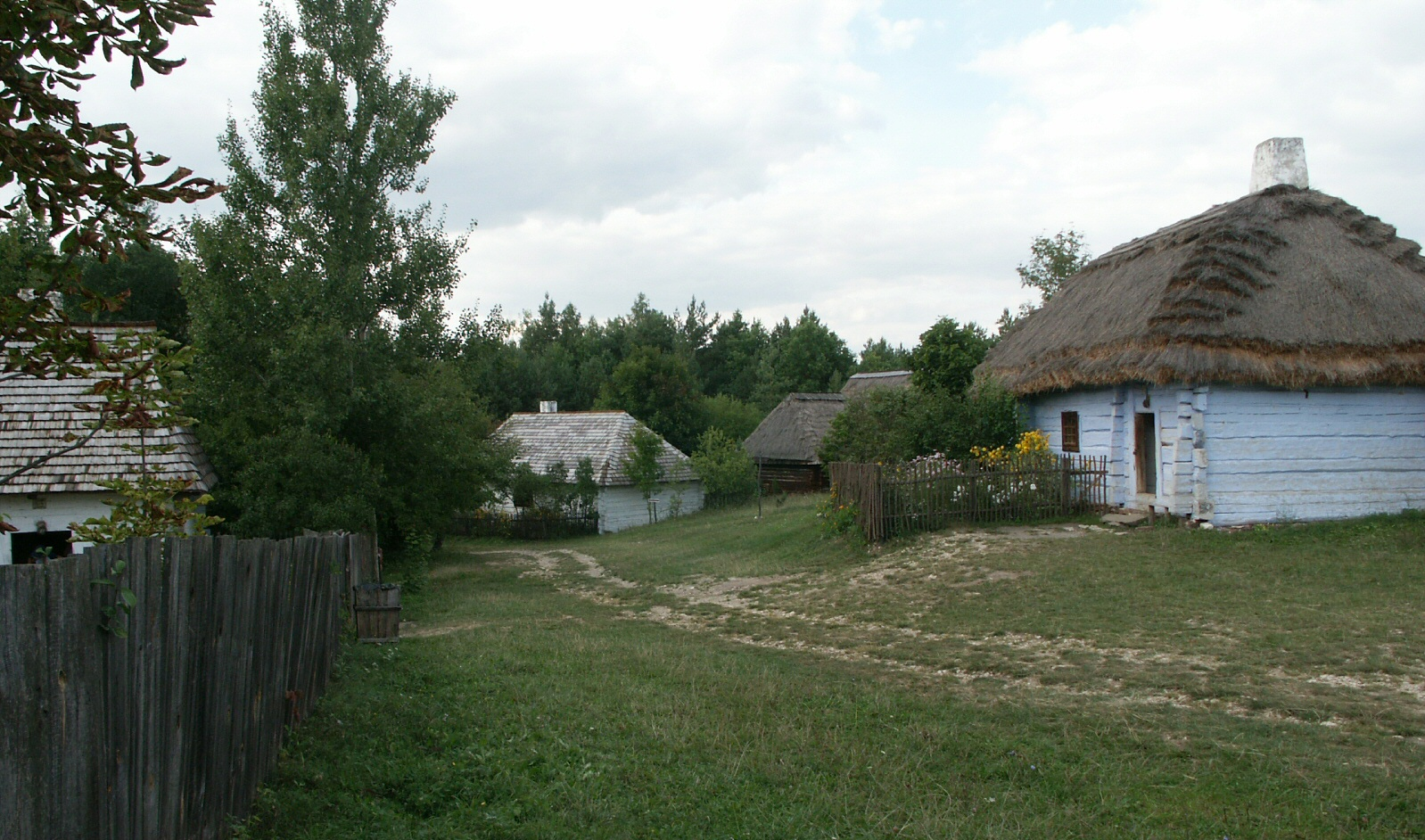
Zagrody w skansenie
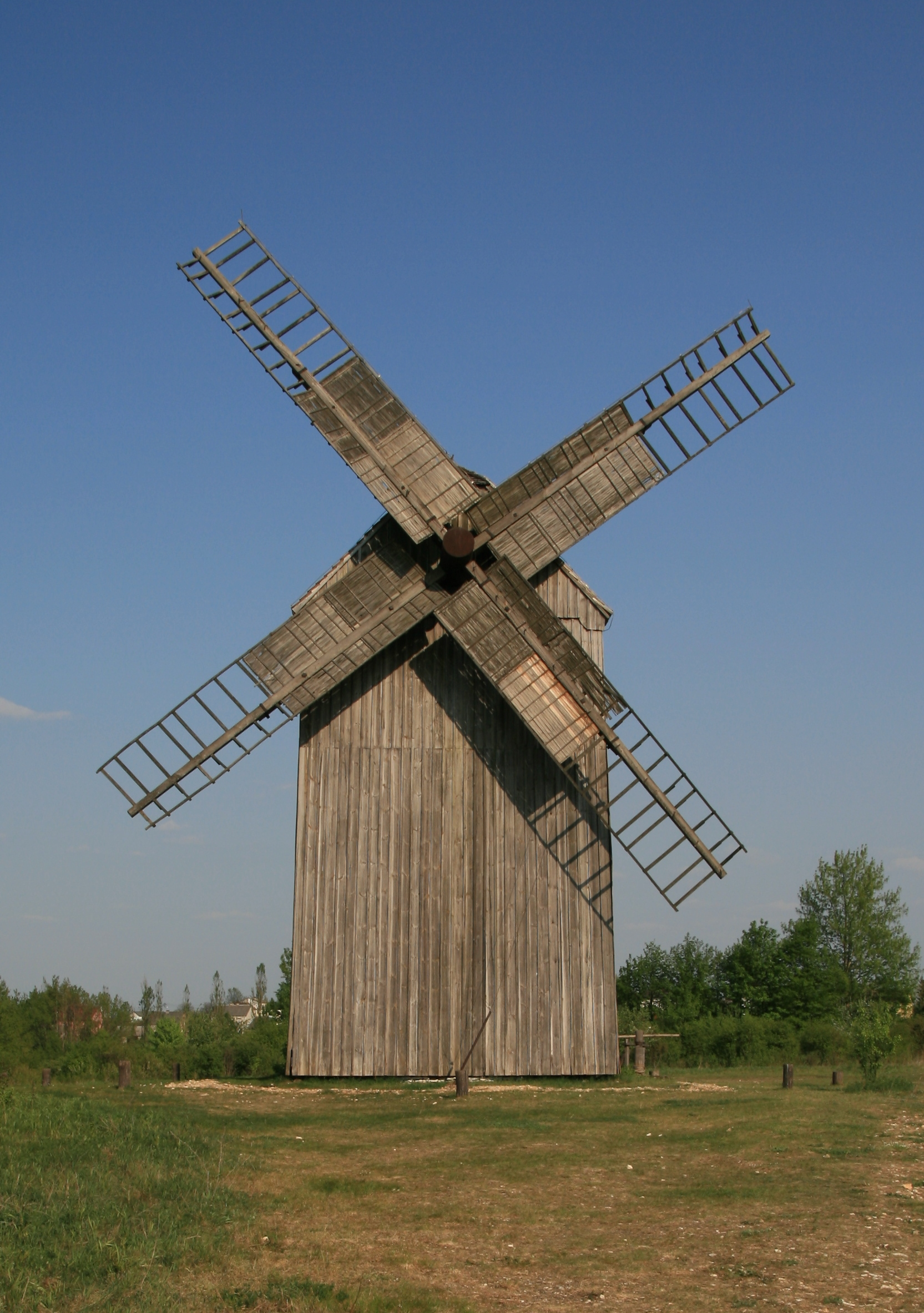
Wiatrak z Grzmucina
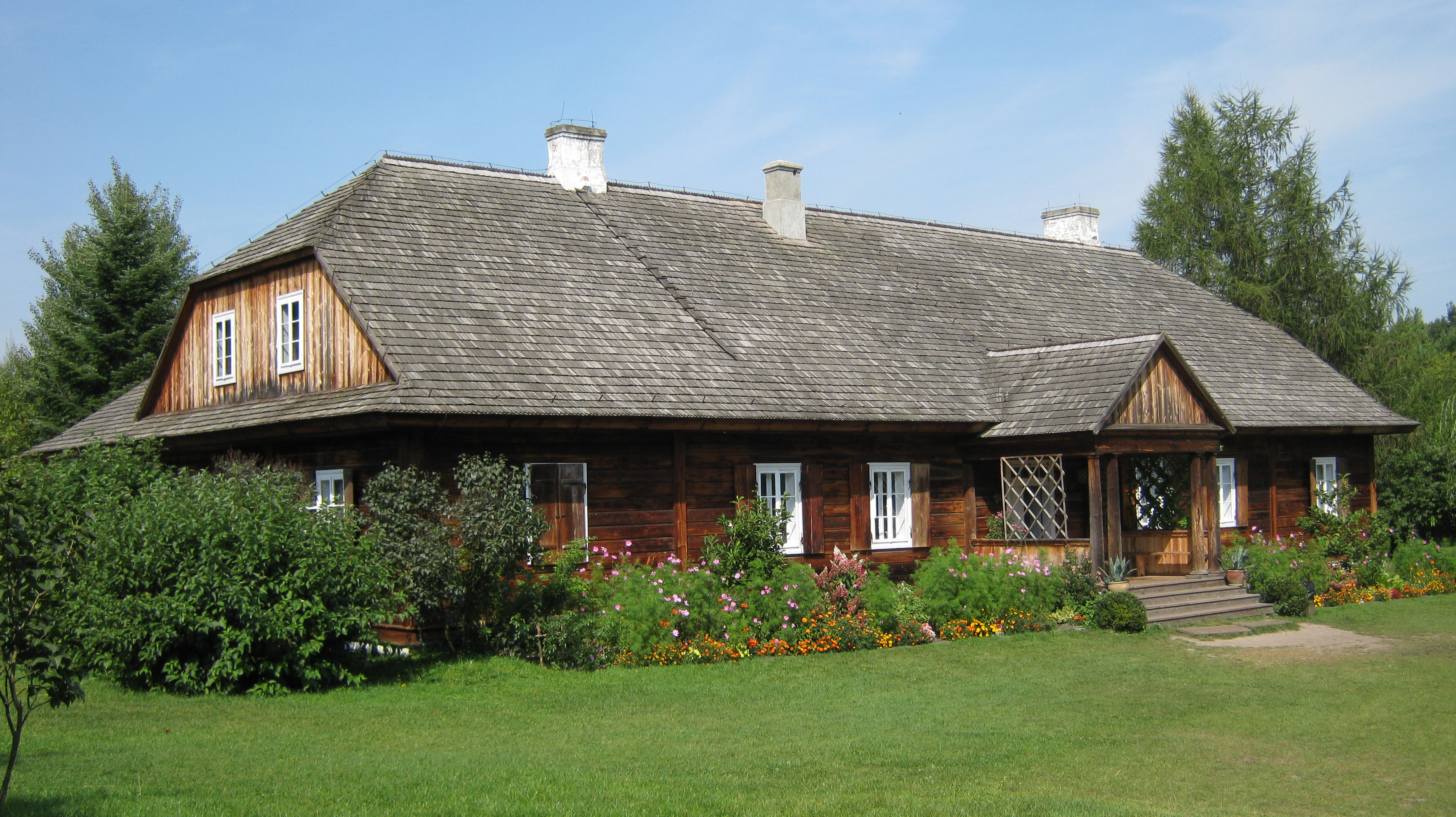
Dwór z Suchedniowa